# Гагаузский язык
Гагау́зский язы́к (гаг. gagauz dili, gagauzça) — язык гагаузов, генетически относящийся к огузской подгруппе тюркских языков. Региональный язык АТО Гагаузия. Наиболее близок турецкому, крымскотатарскому и азербайджанскому языкам. Находится под иноязычным влиянием (болгарским, балкано-романским и русским). 
Гагаузский язык стал письменным в 1957 году.

## Ареальная и социолингвистическая информация
Язык распространён в основном на территории Молдавии, в том числе в АТО Гагаузия, где является одним из официальных языков наряду с румынским и русским. Обучение в школах ведётся на русском языке, но большинство носителей являются гагаузско-русскими билингвами, часто знающими также румынский, болгарский или украинский язык. К тому же, телерадиовещание ведётся на трёх официальных языках. На территории автономии работают несколько гагаузских новостных порталов, выпускаются газеты на гагаузском языке. Носители также проживают на Украине (Одесская и Запорожская области), в Болгарии (области Варна и Добрич), Румынии, Греции, Турции, Казахстане, Узбекистане, России, в том числе в Прохладненском районе Кабардино-Балкарии. 
Согласно Ethnologue, гагаузский язык имеет статус «развивающегося», активно используется в повседневной жизни и усваивается детьми в качестве родного. Так, в Молдавии по переписи 2004 года гагаузы составляли 4,4 % населения республики — 147,5 тыс., из них в собственно Гагаузии — 127,8 тыс. человек (82,1 %). Гагаузы Молдавии, так же, как и русские в Молдавии, в большинстве своём формальным родным языком указали язык своей национальности: гагаузский — 92,3 %, русский язык — 5,8 %, другие языки (молдавский и украинский) — 1,9 %. В Одесской области проживает 27,6 тыс. гагаузов (2001, перепись), или 1,1 % населения области. Сохранность гагаузского языка здесь, соответственно, ниже. Большинство гагаузов Украины пользуется русским и украинским языками. Гагаузы также компактно проживают на юге Балканского полуострова — в Греции и Болгарии. Молодое поколение в гагаузских семьях Болгарии часто определяют себя как болгары. На гагаузском языке говорят также гаджалы (гагаузы-мусульмане). Их численность на Балканском полуострове неточна и может составлять до 331 000 человек.

## Генеалогическая информация
Гагаузский язык принадлежит к огузской подгруппе тюркских языков, ближайший родственный язык — турецкий.
Контакты носителей гагаузского языка с литературной турецкой речью возобновились в 1990-е годы посредством СМИ, усиления экономических и туристических связей с Турцией. Турцизмы, к примеру, наряду с уже ставшими традиционными русизмами, весьма широко проникают в современную официальную гагаузскую речь. Выдвигались гипотезы о происхождении гагаузского языка от печенежского, огузского, куманского. Косвенные подтверждения тому обычно ищутся в истории, этнографии и фольклоре гагаузов.
В середине XX века Л. А. Покровская выделила два основных диалекта гагаузского языка: чадырско-комратский и вулканештский. Первый наиболее распространённый и именно на его основе был сформирован литературный гагаузский язык. На чадырско-комратском диалекте говорят в Комратском и Чадыр-Лунгском районах АТО Гагаузии, а на вулканештском — в Вулканештском районе Гагаузии и в Одесской области Украины. Имеются также смешанные и переходные говоры. На Балканском полуострове количество диалектов намного более разнообразно и объясняется проживанием гагаузов и гаджалов в разных странах. Так, существуют македонский, болгарский и турецкий диалекты, которые, в свою очередь, делятся на говоры.

## История

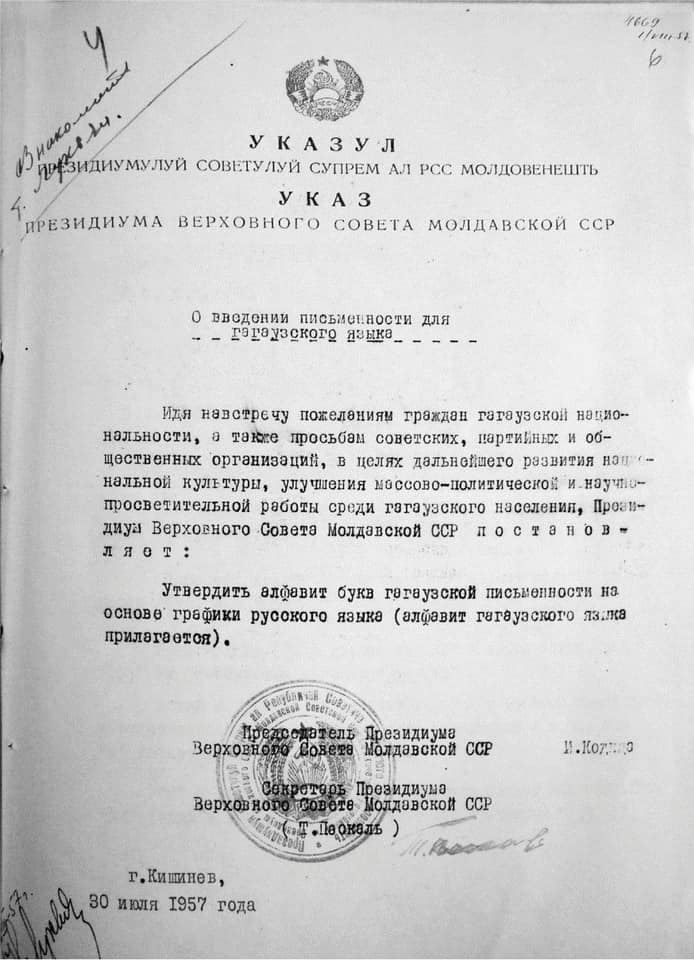
Указ о введении письменности для гагаузского языка. 30 июля 1957 года.

В XI веке кочевые тюрки-огузы были оттеснены половцами (или куманами, или кипчаками) в Подунавье. Данные о дальнейшем ходе событий скудны. Вместе с тем известно, что гагаузы переселились на территорию Российской империи в конце XVIII — начале XIX столетия.
Л. А. Покровская даёт краткую периодизацию истории гагаузского языка:
- «Балканский» период (XVII—XVIII века) — язык гагаузов на Балканах складывается в тесных контактах с местными говорами болгарского, турецкого, греческого, албанского и других балканских языков.
- «Буджакский» период (с XIX века по настоящее время) — включает в себя подпериоды:

- «бессарабский» (XIX век — начало XX века), характеризующийся развитием гагаузского языка в контакте с русским, молдавским, украинским языками;
- «румынский» (1920—1930-е годы), во время которого гагаузский подвергался сильному влиянию государственного румынского языка;
- советский (1945—1991 годы), характеризующийся созданием письменного гагаузского языка, влиянием русского литературного языка;
- молдавский (с 1992 года).

## Письменность
До XIX века гагаузский язык оставался бесписьменным. В 1957 году была создана гагаузская письменность на основе кириллицы (существовавшие до этого алфавиты на основе кириллицы и латиницы использовались эпизодически). В 1996 году гагаузская письменность на территории Республики Молдова переведена на латиницу, изменённую по турецкому образцу (с добавлением дополнительных букв Ää, Êê, Ţţ). Тем не менее гагаузская кириллица продолжает использоваться в книгоиздании.
Современный гагаузский алфавит:
| А а | Ä ä | B b | C c | Ç ç | D d | Е е | Ê ê |
| F f | G g | H h | I ı | İ i | J j | K k | L l |
| M m | N n | O o | Ö ö | Р р | R r | S s | Ş ş |
| T t | Ţ ţ | U u | Ü ü | V v | Y y | Z z |     |

## Типологическая характеристика

### Тип (степень свободы) выражения грамматических значений
Грамматические значения в гагаузском языке преимущественно выражаются при помощи словоизменения, следовательно, его можно отнести к языку умеренно синтетического типа. Гагаузское слово состоит чаще всего из односложного корня и присоединяющихся к нему аффиксов.
| Koli unutmuş evda torbayi                        |
| Коля забывать-прош.неоч.вр.3Sg дом-Loc торба-Acc |
| Коля забыл (оказывается) торбу дома              |

### Характер границы между морфемами
Гагаузскому языку свойственна агглютинация суффиксального типа, так как аффиксы последовательно присоединяются к корню слова. Имя существительное имеет показатели следующих категорий: категория числа; категория принадлежности; категория склонения.
| комушуйка-лар-ымыз-да  |
| соседка-Pl-Poss1Pl-Loc |
| у наших соседок        |

| уша-жык-лар-ым-да                           |
| ребёнок-уменш-ласк суф — Pl — Poss1Sg — Loc |
| у моих деточек                              |

К основе глагола присоединяются показатели категорий: залога; времени или наклонения; модальности; лица и числа.
| таны-йа-мэ-эр-ым                                    |
| узнать-форма невозможности-отриц.форма-наст.вр.-1Sg |
| я не могу узнать                                    |

| ишле-ме-ди-лäр                         |
| работать-отриц.форма-прош.очев.вр.-3Pl |
| они не работали                        |

### Тип маркирования в именной группе и в предикации

#### В посессивной ИГ
Тип маркирования — вершинно-зависимостный. Зависимое имя кодируется родительным падежом, а вершинное имя при посессоре — лично-числовыми показателями принадлежности.
| Bobasın kızı           |
| Папина дочка( девочка) |
|                        |

| Чичежн-ин кöк-ÿн-дä        |
| цветок-Poss корень-Gen-Loc |
| в корне цветка             |

| колхоз-Gen доход- Poss |
| доход колхоза          |

| Ушак-лар-ын йары-сы          |
| ребёнок-Pl-Gen половина-Poss |
| половина детей               |

#### Предикация
Тип маркирования — зависимостный. Глагольное сказуемое согласуется в лице и числе всегда с подлежащим.
| anasi hem boba çaarırerlar adamı                          |
| Мать-Poss и отец-Poss приглашать-наст.вр.-3Pl мужчина-Acc |
| Его отец и мать приглашают мужчину                        |

| Бäн дур-ду-м чырак                |
| Я стоять-прош.очев.вр.-1sg батрак |
| Я был батраком                    |

| Беним завалы боба ÿÿрен-миш-ти кеменче-дä чал-маа                |
| Мой бедный отец учиться-прош.неоч.вр.-3sg скрипка-Loc играть-Inf |
| Мой бедный отец учился играть на скрипке                         |

### Тип ролевой кодировки
В гагаузском языке номинатив выражает подлежащее независимо от его агентивно-пациентной семантики. При двухместном глаголе пациенс получает особую падежную маркировку — с помощью аккузатива. Следовательно, гагаузскому языку свойственен (номинативно-) аккузативный тип ролевой кодировки.
Агенс одноместного глагола:
| Саажыйка калк-ыер   |
| доярка вставать-3Sg |
| доярка встаёт       |

| кузу чык-ты                          |
| ягнёнок выходить-прош.очевид.вр.-3Sg |
| ягнёнок вышел                        |

Пациенс одноместного глагола:
| гÿл ач-эр               |
| роза цвести-наст.вр.3Sg |
| роза цветёт             |

| о уйу-ер             |
| он спать-наст.вр.3Sg |
| он спит              |

Агенс, противопоставленный пациенсу в конструкции с двухместным глаголом:
| Чалгыжылар чал-эр-лар авас-ы    |
| Музыкант играть-3Pl мелодия-Acc |
| Музыканты играют мелодию        |

| Ана йем боба чаарыэр-лар адам-ы        |
| Мать и отец приглашать-3Pl мужчина-Acc |
| Мать и отец приглашают мужчину         |

### Базовый порядок слов
В отличие от других тюркских языков, где порядок слов типа SOV, в гагаузском языке вместо позиции в конце слова сказуемое стало располагаться перед дополнением, поэтому порядок членов предложения начал совпадать с русским (SVO).
Структура простого повествовательного предложения: обстоятельство (времени или места) + подлежащее (S) + сказуемое (V) + дополнение (O) + обстоятельство цели.
| О башчада ÿч чичек вар     |
| он сад-Loc три цветок есть |
| В том саду есть три цветка |

| Ама кендиси евлен-миш о кыз-а, ани вер-миш-ти она бир йапаа учлук                                                      |
| А сам жениться- прош.неоч.вр.3sg девушка-Dat, которая давать — прош.неоч.вр.-3sg ему один шерсть наконечник для кнута. |
| А сам он женился на той девушке, которая (ранее) дала ему наконечник для кнута из шерсти.                              |

## Языковые особенности

### Фонетика
Язык имеет ряд черт балканских языков— в частности, наличие гласного среднего ряда ä/э, близкого болгарскому ъ и молдавскому ă/э. Последнее, впрочем, относится к центральному диалекту, так как в южном сохраняется исконная тюркская фонема: gecä ~ gece «ночь».
Сингармонизм последовательно соблюдается, несмотря на отсутствие такового в соседних языках.
Наличие сочетаний бл, бр, гр, кр, тр, сл, ск, ст, сп (например: бластамат — проклятый, круча — крест, стынжин — сажень, спийада — исповедь и другие), которые не допускает фонетическая структура слога тюркских языков.
Долгие гласные фонемы аа, ии, оо, уу, еe, іі, öö, ÿÿ, єє противопоставляются системе кратких гласных звуков а, и, о, у, е, і, ö, ÿ, є.

### Морфология
Имеется неизменяемый инфинитив на -маа/мää:
| Беним завалы боба ÿÿрен-миш-ти кеменче-дä чал-маа                |
| Мой бедный отец учиться-прош.неоч.вр.-3sg скрипка-Loc играть-Inf |
| Мой бедный отец учился играть на скрипке                         |

Изафет несёт значения притяжательности. Кроме родительного падежа, притяжательность может выражаться также именем в именительным падеже с притяжательным окончанием:
| Кыш авшам-ы     |
| зима вечер-Poss |
| зима вечер-её   |
| зимний вечер    |

| Кардаш йардым-ы  |
| брат помощь-Poss |
| брат помощь-его  |
| братская помощь  |

Такие определительные сочетания имён существительных, где определение стоит в именительном падеже, а определяемое слово принимает на себя притяжательный суффикс третьего лица единственного числа, составляют изафет второго типа.

### Синтаксис
Использование относительного местоимения ани в придаточных предложениях:
| о таш, ани ÿстÿндä отурумуш     |
| тот камень, на котором он сидел |

В роли относительных местоимений используются вопросительные местоимения ким, не, нашей, несой, ангы:
| Бойерыс хер бир бениздä, не бизä лäазым           |
| Мы красим (нитки) в любой цвет, который нам нужен |

### Лексика
На сегодняшний день особенное влияние на разговорный гагаузский язык оказали славянские языки. Религиозная лексика содержит заимствования из греческого и арабского языков. Технические, юридические и научные лексемы часто выводятся из латинского, турецкого и румынского языков. 
Некоторые примеры заимствования слов:
- Болгарский, украинский, русский языки:

Unuku («внук»), Maşına («машина»), Mamu («мама»), Garmon («гармонь»), Traktor («трактор»), Babu («бабушка»), Kutü («кутья»), Kolada («колядки»), Şkola («школа»), Student («студент»), Direktor («директор»), Kanikul («каникулы»).
- Арабский язык:

Insan («человек»), Alkogol («спирт»), Allah («Бог»), Faqir («бедный»), Seläm («привет»), Käämil («превосходный»), Kitab («книга»), Sabaa («утро»), Käfir («язычник»), Sıfır («ноль»), İslää («хорошо»).
- Румынский язык:

Juridik («юстиция, юридический»), Hırleţ («лопата»), Furkuliţa («вилка»), Primar («мэр»), Armata («армия»), Prost («плохой, плохо»), Oloy («масло»).
- Греческий язык:

Fasülä («фасоль»), Ayoz («святой»), Stavroz («крест»), Yortu («праздник»), Klisä («церковь»), Popaz («священник»).
Обогащение бытовой лексики гагаузского языка происходит как с помощью внутренних ресурсов, так и с помощью внешних заимствований.

## Регулирование
26 мая 2023 года в Исполнительном комитете состоялась заседание Терминологической комиссии по гагаузскому языку 